# Казанлы
Казанлы́ (укр. Казанли, крымскотат. Qazanlı, Къазанлы) — исчезнувшее село в Белогорском районе Республики Крым. Располагалось на юго-западе района, в северной части Караби-яйлы Главной гряды Крымских гор, примерно в 4 км западнее села Пчелиное.

## История
Согласно результатам археологических исследований поселение в этом месте основано представителями салтово-маяцкой культуры во второй половине VII — первой половине VIII века.
Первое документальное упоминание села встречается в Камеральном Описании Крыма… 1784 года, судя по которому, в последний период Крымского ханства Казынлы киой входила в Аргинский кадылык Карасубазарского каймаканства. После присоединения Крыма к России (8) 19 апреля 1783 года, (8) 19 февраля 1784 года, именным указом Екатерины II сенату, на территории бывшего Крымского Ханства была образована Таврическая область и деревня была приписана к Симферопольскому уезду. После Павловских реформ, с 1796 по 1802 год, входила в Акмечетский уезд Новороссийской губернии. По новому административному делению, после создания 8 (20) октября 1802 года Таврической губернии, Казанлы были включены в состав Аргинской волости Симферопольского уезда.

По Ведомости о всех селениях в Симферопольском уезде состоящих с показанием в которой волости сколько числом дворов и душ… от 9 октября 1805 года в деревне Казанлы числилось 19 дворов и 90 жителей, исключительно крымских татар. На военно-топографической карте генерал-майора Мухина 1817 года обозначены Казанлы с 15 дворами. После реформы волостного деления 1829 года Казанлы, согласно «Ведомости о казённых волостях Таврической губернии 1829 года», остался в составе преобразованной Аргинской волости. На карте 1836 года в деревне 26 дворов, как и на карте 1842 года. Шарль Монтандон в своём «Путеводителе путешественника по Крыму, украшенный картами, планами, видами и виньетами…» 1833 года так описал Казанлы 
Эта деревня, состоящая из 30 домов, крытых черепицей, и предваряемая рощицей серебристых тополей, примыкающих к кладбищу, не содержит ничего интересного…
В 1860-х годах, после земской реформы Александра II, деревню приписали к Зуйской волости, в которой деревня состояла до советских административных реформ 1920-х годов. В «Списке населённых мест Таврической губернии по сведениям 1864 года», составленном по результатам VIII ревизии 1864 года, Казанлы — владельческая татарская деревня с 9 дворами, 54 жителями и мечетью при фонтане. По обследованиям профессора А. Н. Козловского начала 1860-х годов, в селении имелись колодцы с пресной водой глубиной 3—7 саженей. На трёхверстовой карте Шуберта 1865—1876 года в деревне Казанлы обозначено 6 дворов. В «Памятной книге Таврической губернии 1889 года» по результатам Х ревизии 1887 года записаны Казанлы с 12 дворами и 65 жителями.
После земской реформы 1890-х годов деревня осталась в составе преобразованной Зуйской волости. Согласно «…Памятной книжке Таврической губернии на 1892 год», в деревне Казанлы, входившей в Аргинское сельское общество, было 103 жителя в 13 домохозяйствах, все безземельные. На подробной карте 1893 года в деревне обозначено 17 дворов с татарским населением. По «…Памятной книжке Таврической губернии на 1902 год» в деревне Казанлы, входившей в Аргинское сельское общество, числилось 103 жителя в 13 домохозяйствах. По Статистическому справочнику Таврической губернии. Ч.II-я. Статистический очерк, выпуск шестой Симферопольский уезд, 1915 год, в Зуйской волости Симферопольского уезда значатся 2 деревни: Казанлы (15 дворов с татарским населением в количестве 47 человек приписных жителей и 7 — «посторонних», из которых 25 мужчин и 22 женщин. Жители владели 210 десятинами удобной земли. В хозяйствах имелось 15 лошадей, — волов, 8 коров и 12 голов мелкого скота. Также значится Казанлы-Аргинская дача (6 дворов с немецким населением в количестве 35 человек приписных жителей и 3 — «посторонних», из которых 16 мужчин и 19 женщин. Жители владели 100 десятинами удобной земли. В хозяйствах имелось 12 лошадей, 7 коров и 12 голов мелкого скота).
После установления в Крыму Советской власти, по постановлению Крымревкома от 8 января 1921 года была упразднена волостная система и село вошло в состав вновь созданного Карасубазарского района Симферопольского уезда, а в 1922 году уезды получили название округов. 11 октября 1923 года, согласно постановлению ВЦИК, в административное деление Крымской АССР были внесены изменения, в результате которых округа ликвидировались, Карасубазарский район стал самостоятельной административной единицей и село включили в его состав. Согласно Списку населённых пунктов Крымской АССР по Всесоюзной переписи 17 декабря 1926 года, в селе Казанлы (русский), Юхары-Тайганского сельсовета Карасубазарского района, числилось 32 двора, из них 29 крестьянских, население составляло 151 человек, из них 118 татар и 33 русских. В последний раз в доступных источниках Казиль встречается на карте 1942 года.

### Динамика численности населения
| - 1805 год — 90 чел. - 1864 год — 54 чел. - 1889 год — 65 чел. - 1892 год — 103 чел. | - 1902 год — 103 чел. - 1915 год — 47/7 чел. - 1926 год — 151 чел. |